# Bernard de Give
Michel de Give, en religion père Bernard de Give, né à Liège (Belgique) le 8 mai 1913 et mort le 27 janvier 2020 à Chimay (Belgique), est un moine trappiste et orientaliste belge de l'abbaye de Scourmont, très engagé dans le dialogue intermonastique, notamment avec des moines tibétains. 

## Biographie

### Études et formation
À la fin de ses études secondaires au collège Saint-Servais de Liège, Michel de Give entre dans la Compagnie de Jésus (23 septembre 1931). Il obtient sa licence en philosophie à la Faculté de philosophie S. J. à Eegenhoven-Louvain (1936-1939) puis sa licence en philosophie et lettres section Philologie classique à l'université catholique de Louvain (1940). Il est licencié en théologie à la Faculté de théologie S.J. à Louvain (1945). À l’université, il étudie également le sanscrit et les religions orientales sous la direction d'Étienne Lamotte. Il est ordonné prêtre à Louvain le 27 juillet 1944.

### Missionnaire en Inde
Bernard de Give part pour l’Inde le 26 janvier 1947. Durant six ans, il y est professeur au séminaire Pontifical de Kandy (Ceylan) où il enseigne l'histoire de la philosophie antique, l'ecclésiologie et les langues classiques (grec et latin) de 1947 à 1952. Début 1953, il est, pour un an et demi, professeur des langues classiques au juvénat jésuite de Ranchi, puis de Sitagarha (près de Hazaribag au Jharkhand), puis, de nouveau professeur de philosophie à Shembaganur, près de Kodaikanal (Tamil Nadu) et à Poona (Maharashtra).

### Retour en Belgique

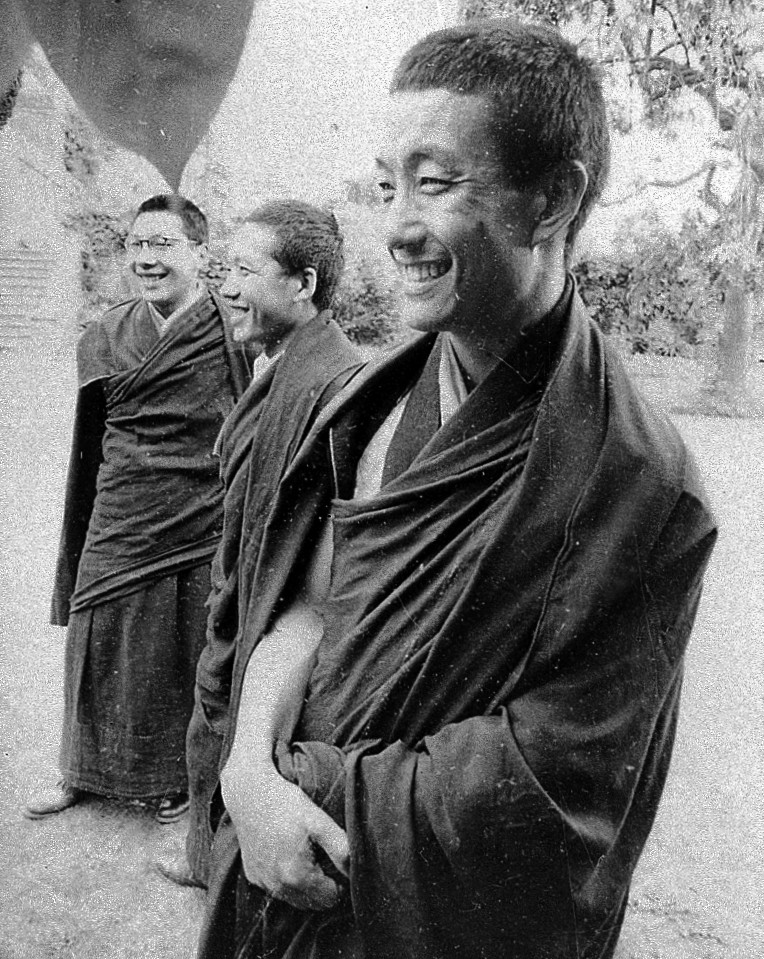
Photo de Rechung Rinpoché, Chögyam Trungpa et Akong Rinpoché en 1963 à la Buddhist Society.

Revenu en terre natale en mai 1955, Bernard de Give reprend des cours de langues classiques au Juvénat de La Pairelle à Wépion (Facultés universitaires de Namur). Il publie des manuels scolaires d’exercices grecs (1956-1957) ainsi qu'une grammaire latine (1961) qui en est à sa quinzième édition. Cette année-là, il enseigne à nouveau la philosophie (histoire ancienne et médiévale) à la Faculté S.J. d’Eegenhoven-Louvain (1960-1968), puis aux Facultés universitaires de Namur jusqu'en 1972. Durant l'année académique 1963-1964 il suit des cours sur la philosophie indienne à l’université d’Oxford auprès du professeur Robert Charles Zaehner. À l'université d'Oxford il rencontre Chögyam Trungpa. Ils se retrouvaient notamment aux réunions de la Buddhist Society d'Oxford. Il soutient en 1967 à l'Université catholique de Louvain sa thèse de doctorat, préparée sous la direction d'Étienne Lamotte, sur Les rapports de l’Inde et de l’Occident des origines au règne d’Aśoka. De 1968 à 1972, il est secrétaire de la revue Les Études Classiques.

### Moine cistercien
Bernard de Give entre chez les trappistes [OCSO] de l’abbaye de Scourmont le 2 juin 1972 où il fait sa profession solennelle le 12 janvier 1975.
De 1977 à 2020, il est membre fondateur de la Commission du Dialogue inter-religieux monastique. Il participe aux rencontres interreligieuses de l’abbaye de Praglia en 1977 et 1979.
Durant dix ans il passe les mois d'été à étudier la langue tibétaine au centre tibétain de Kagyu-Ling, Château de Plaige, en Saône-et-Loire. Il aide à organiser les Colloques chrétiens-bouddhistes à l’Institut Karma Ling, ancienne Chartreuse de Saint Hugon, à Arvillard (Savoie). Il visite un bon nombre de centres tibétains dans la plupart des pays d’Europe Occidentale. Il fait plusieurs fois des séjours prolongés dans les monastères tibétains de l’Inde (surtout Dharamsala et en Himāchal Pradesh) et du Népal (Kopan, Pokhara). En juillet 1994, il entreprend un voyage au Tibet.
Il publie sa thèse de doctorat sur Les rapports de l’Inde et de l’Occident des origines au règne d’Aśoka aux Éditions Les Indes savantes, Paris, 2005.
À l'occasion de son centenaire, le 8 mai 2013, l'abbaye de Scourmont a publié un recueil de ses poèmes intitulé Quand l'âme chante... dans la collection Cahiers scourmontois, 6, Forges, 2013.

## Œuvres principales
- Grammaire latine, Liège, Dessain, 1961; Bruxelles, De Boeck, 2011 (15e éd.).
- L'Imitation de Jésus-Christ traduite et paraphrasée en vers par Pierre Corneille, préface de P. Bernard de Give, O.C.S.O., notes de Fr. Ducaud-Bourget, Paris, Albin Michel, 1998, Coll. Spiritualités Vivantes, 161.
- Chronicon Alnense. Chronique d'Aulne de dom Norbert Herset (1738-1806), éd. critique, trad. et notes par Bernard de Give, 2 vols, Thuin, G. H. Conreur, 1977-1978, coll. Cathula.
- Registre des choses advenues à l'abbaye d'Aulne, trad. du texte latin par B. de Give, Thuin, G. H. Conreur, 1980, coll. Cathula.
- Les rapports de l'Inde et de l'Occident des origines au règne d'Asoka, Paris, Les Indes Savantes, 2005 (= thèse de doctorat à l'Université de Louvain, 1967).
- Un trappiste à la rencontre des moines du Tibet, préface du 14e dalaï-lama, Paris, Les Indes Savantes, 2009; (en) A Trappist Meeting Monks from Tibet, préface du Dalaï-lama, Gracewing Publishing, 2010.
- Quand l'âme chante..., recueil de poèmes, préface de Jean Leclercq, Cahiers Scourmontois 6, 2013.
- Les chants du cloître : poèmes, Cahiers Scourmontois 7, 2015.